# Katsuragawa Hoshū
Katsuragawa Hoshū est un nom japonais traditionnel ; le nom de famille (ou le nom d'école), Katsuragawa, précède donc le prénom (ou le nom d'artiste).
Katsuragawa Hoshū (桂川 甫周, 1751 - 2 août 1809) est un médecin japonais et érudit du rangaku (« études occidentales »). Il sert le shogunat Tokugawa comme médecin et traducteur du néerlandais.  Il est le frère aîné de l'auteur et chercheur rangaku Morishima Chūryō.
En tant que fils ainé de la famille Katsuragawa, médecins à la façon néerlandaise auprès du shogun, Hoshū est nommé à cette position en 1777. Il commence à enseigner à l'école shogunale de médecine en 1794. En plus de sa collaboration avec Sugita Genpaku sur le Kaitai Shinsho,  première traduction japonaise d'un traité d'anatomie occidental, il est l'auteur du Hokusa Bunryaku, un des premiers comptes-rendus japonais sur la Russie.
Avec Nakagawa Jun'an, il apprend la chirurgie auprès de Carl Peter Thunberg lors du séjour de celui-ci à Nagasaki. Sur la recommandation de Thunberg, Kirill Laxman lui écrit une lettre. Toutefois, la lettre est interceptée par le shogunat Tokugawa et jamais restituée. (voir Lettres à des érudits japonais).

## Source
- Imaizumi Genkichi (1965). Rangaku no ie Katsuragawa no hitobito. Tokyo: Shinozaki Shorin.

- (en) Cet article est partiellement ou en totalité issu de l’article de Wikipédia en anglais intitulé « Katsuragawa Hoshū » (voir la liste des auteurs).